# Джон Періш
Джон Періш (англ. John Parish; 11 квітня 1959) — англійський музикант, пісняр, композитор і продюсер.
Періш найбільш відомий своєю роботою зі співачкою і авторкою пісень PJ Harvey. Він також працював з такими виконавцями, як гурт Eels, співачка Алдос Гардінг (Aldous Harding), співачка Трейсі Чепмен (Tracy Chapman), гурт Giant Sand, гурт Sparklehorse. 
Його сестра — актриса Сара Періш (Sarah Parish).
Періш народився 11 квітня 1959 у місті Йовіл, Сомерсет. Він мешкає в Брістолі. У 1980-х роках його дівчиною була Марія Мохнач (Maria Mochnacz).

## Кар'єра
Його першим гуртом був Thieves Like Us, у 1980 році Періш брав участь у записі синглу «Mind Made».
У 1982 році Періш та Роб Елліс (Rob Ellis) створили гурт Automatic Dlamini. З 1988 по 1991 рік до складу гурту входила Polly Harvey (відома під псевдонімом PJ Harvey). Automatic Dlamini записав три альбоми: 
- The D is For Drum (1987),[4]
- Here Catch Shouted his Father (1990 – невиданий, але розповсюджувався неофіційно),
- From A Diva to a Diver (1992).[5]

На момент виходу альбому From A Diva to a Diver, Polly Harvey залишила гурт, щоб сформувати власне тріо PJ Harvey з колишніми учасниками Dlamini Робом Еллісом і Яном Олівером (Ian Olliver), а Періш грав на гітарі в гурті Марка Морленда (Marc Moreland), The Ensenada Joyride.
У 1986 році Періш почав паралельну кар'єру продюсера, працюючи з британськими гуртами, зокрема The Chesterfields, The Brilliant Corners, The Caretaker Race, The Becketts. У 1995 році він став співпродюсером пісні тріо PJ Harvey, «To Bring You My Love», у пісні він також грав на гітарі, барабанах, перкусії та органі.
Він був співавтором і продюсером альбому гурту The Eels, Souljacker (2001) і грав на гітарі під час світового туру на підтримку альбому. Він продюсував та/або грав на кількох альбомах гурту Giant Sand та співака Howe Gelb, і часто виступає з ними на сцені.
Періш продюсував альбом гурту Giant Sand, Chore of Enchantment (2000), а фотографію з його весілля в Тусоні, в 1998 році, було використано як обкладинку для перевидання платівки 2011 року.
Він також почав працювати як кінокомпозитор у 1998 році, написавши музику до дебютного фільму бельгійського режисера Патріса Тойе (Patrice Toye) «Роузі». Музика Періша отримала спеціальний приз журі на Film & TV Music Biennale 1999 року у місті Бонн. Відтоді він написав ще десять саундтреків.
Періш працював над сімома альбомами PJ Harvey, включаючи два альбоми, написані у співавторстві: 
- Dance Hall at Louse Point (1996),
- A Woman A Man Walked By (2009).

Він виступав у гастрольному гурті PJ Harvey з 1994 по 1999 рік, з 2009 по 2012 рік і з 2015 по 2017 рік (гітара/ударні/клавішні).
Він був співпродюсером і музикантом альбомів PJ Harvey:
- To Bring You My Love (1995);
- White Chalk (2007);
- Let England Shake (2011) — лауреат премії Mercury Prize;
- The Hope Six Demolition Project (2016);
- I Inside the old year Dying (2023).

Він продюсував і грав на двох альбомах новозеландського співачки і авторки пісень Алдос Гардінг, двох альбомах виконавця This Is the Kit і двох альбомах малійської виконавиці Рокіа Траоре (Rokia Traoré). Він також кілька разів співпрацював з двома визнаними європейськими зірками, італійською співачкою Надою (Nada) та бельгійським співаком Арно (Arno).
Влітку 2023 року, в дуеті з Алдос Гардінг, Періш записав кавер на пісню Ніка Дрейка (Nick Drake), Three Hours.

## Часткова дискографія

### Соло
- Rosie  (2000)
- How Animals Move (2002)
- Once Upon a Little Time (2005)
- She, A Chinese Original Soundtrack (2010)
- Screenplay (2013)
- Bird Dog Dante (2018)

### Композитор саундтреків
- Rosie dir. Patrice Toye (1998)
- Water[12] dir. Jennifer Houlton (2004)
- Waltz[13] (2006) dir. Norbert Ter
- Nowhere Man dir. Patrice Toye (2008)[14]
- Going South   dir. Sébastien Lifshitz (2009)
- She, a Chinese dir. Xiaolu Guo (2010)
- Little Black Spiders dir. Patrice Toye (2012)[14]
- Tench dir. Patrice Toye  (2019)[14]
- Sister dir. Ursula Meier (2012)
- The Farmer's Wife dir. Francis Lee (director) (2012)
- Le Passé Devant Nous dir. Nathalie Teirlinck (2016)

### Співпраця
- John Parish & Polly Jean Harvey — Dance Hall at Louse Point (1996): Writer, Producer, Various Instruments
- Spleen — Soundtrack To Spleen (1997): Co-writer, guitar, percussion
- Spleen — Little Scratches (1998): Co-writer, guitar, percussion
- Eels — Souljacker (2001): Producer, co-writer, various instruments
- PJ Harvey & John Parish — A Woman a Man Walked By (2009): Writer, producer, various instruments
- Playing Carver[15] (2014): Producer, guitar, vocals
- Kira Skov — Spirit Tree (2021)
- Eels — Extreme Witchcraft (2022): Producer, co-writer, various instruments

### Продюсер
- PJ Harvey — To Bring You My Love (1995): продюсер, гітара, орган, перкусія, барабани
- 16 Horsepower — Low Estate (1997): продюсер, різні інструменти
- Giant Sand — Chore of Enchantment (2000): продюсер
- Bettie Serveert — Private Suit (2000) : Продюсер
- Thou — Put Us in Tune (2000): Продюсер, мікс
- Dominique A — Auguri (2001): Продюсер, різні інструменти
- Morning Star — My Place in The Dust (2001): продюсер
- Sparklehorse — It's a Wonderful Life (2001): співпродюсер, різні інструменти
- Tracy Chapman — Let It Rain (2002): продюсер
- Thou — I like Girls inrussia (2004): продюсер
- Morning Star — The Opposite is True (2004): продюсер
- Jennie DeVoe — Fireworks and Karate Supplies (2004): продюсер
- Nada — Tutto l'amore che mi manca (2004): продюсер
- Afterhours — Ballate per piccola iene (2005): Продюсер і гітара на Ballata per la mia piccola iena
- Dionysos — Monsters in Love (2005): Продюсер
- PJ Harvey — White Chalk (2007): продюсер
- Tom Brosseau — Cavalier (2007): продюсер
- Magic Rays — Off the Map (2007) : Продюсер
- Marta Collica — Pretty and Unsafe (2007) : Продюсер
- Afterhours — I Milanesi Ammazzano il sabato (14 ricette di quotidiana macabra felicità) (2008): продюсер
- Jennie DeVoe — Strange Sunshine (2009): продюсер
- This Is The Kit — Krulle Bol (2008): продюсер, ударні
- Cesare Basile — Storia di Caino (2008): продюсер, гітара.
- Marta Collica — About Anything (2009): продюсер
- Maika Makovski — Maika Makovski (2010): продюсер, гітара, барабани, бас, банджо
- Kira — Look Up Ahead (2010): Продюсер
- Zender — Sunday Kids (2010): Мікс
- Nive Nielsen and The Deer Children — Nive Sings (2010): продюсер, барабани, гітара, бонго
- Peggy Sue — Acrobats (2011): Продюсер
- PJ Harvey — Let England Shake (2011): продюсер, гітара, барабани, вокал, клавішні, тромбон
- Arno — Future Vintage (2012): продюсер, гітари, барабани
- KT Tunstall — Invisible Empire // Crescent Moon (2013): Мікс
- Jay Diggins — Searching (2013): співпродюсер із Джеєм Діггінсом, різні інструменти
- Mazgani — Common ground (2013): Співпродюсер із Міком Гарві, різні інструменти
- Jenny Hval — Innocence is Kinky (2013): продюсер, гітара, барабани, варіофон
- Rokia Traoré — Beautiful Africa (2013): продюсер
- Jennie DeVoe — Radiator: The Bristol Sessions (2014): продюсер
- Arno — Human Incognito (2016): Продюсер
- PJ Harvey — The Hope Six Demolition Project (2016): співпродюсер, різні інструменти, бек-вокал
- Rokia Traoré — Ne so (2016): продюсер
- Nadine Khouri — The Salted Air (2017): продюсер, різні інструменти, бек-вокал
- Aldous Harding — Party (2017): продюсер
- This Is the Kit — Moonshine Freeze (2017): Продюсер
- Nada — È un momento difficile, tesoro (2019): продюсер, різні інструменти
- Aldous Harding — Designer (2019): продюсер[16] [17]
- Jesca Hoop — Stonechild (2019)
- Arno — Santeboutique (2020)
- Dry Cleaning — New Long Leg (2021)
- The Goon Sax — Mirror II (2021)
- Aldous Harding — Warm Chris (2022): продюсер, різні інструменти
- Dry Cleaning — Stumpwork ( 2022)
- PJ Harvey — I Inside the old year Dying (2023): продюсер, різні інструменти

### Запрошений відомий музикант
- PJ Harvey — Is This Desire? (1998): Various Instruments
- Goldfrapp — Felt Mountain (2000) : guitar, drums
- M. Ward — Transistor Radio (2005) : drums
- M. Ward — "Primitive Girl" on A Wasteland Companion (2012): drums, percussion
- Perfume Genius — "Too Bright" (2014): drums